# 台湾基督長老教会
台湾基督長老教会（たいわんキリストちょうろうきょうかい）は、キリスト教プロテスタントの長老派教会で、台湾では最大のキリスト教教派である。関連の大学、学校、病院なども多い。

## 歴史
1865年スコットランド出身のジェームズ・マックスウェル（James Laidlaw Maxwell、台湾語名：馬雅各）がイングランド長老教会ミッションで当時の中心都市台南へ上陸し、医療院を開設するかたわら台湾南部の宣教を開始し（現在の太平境マクスウェル記念教会など）、また1872年カナダ長老教会の馬偕博士（George Leslie Mackay、台湾語名：馬偕）が淡水（台北近郊の港町）に来て、やはり医療奉仕をしながら（馬偕記念医院の前身など）、台湾北部へ宣教した。その後、長老派教会は台湾で最も大きな宗派となり、第二次大戦後、1951年には両派が合同して台湾基督長老教会を設立した。

## 組織と特徴

### 組織
- 台湾基督長老教会は総会（General Assembly）が最高決定機関、各地域毎の意思決定機関である「中会」、各教会毎の意思決定機関である「小会」という組織を形成している（その以外はまた小会を形成していない「支会」という組織もあってから、こちらの小会も「堂会」と呼ばれる）。
- 総会
  - 嘉義中会
    - 東区、西区、南区、北区

  - 高雄中会
  - 寿山中会
  - 屏東中会
  - 台南中会 (太平境マクスウェル記念教会など)
  - 東部中会
  - 彰化中会
  - 台中中会 (柳原教会など)
  - 新竹中会
  - 台北中会 (教会：中山教会 (台北市)など)
  - 七星中会
  - 泰雅爾中会(タイヤル族中会）
  - 太魯閣中会(タロコ族中会）
  - 魯凱中会(ルカイ族中会）
  - 阿美中会(パンツァハ族中会）
  - 東美中会(アミ族中会）
  - 西美中会(アミ族中会）
  - 排湾中会(パイワン族中会）
  - 東部排湾中会(パイワン族中会）
  - 布農中会(ブヌン族中会）
  - 中布中会(ブヌン族中会）
  - 南布中会(ブヌン族中会）
  - 客家宣教中会(客家人中会）
  - その以外は中会より小さくて、小会より大きくての「区会」という組織があります。
    - 鄒族区会(ツォウ族区会）
    - 達悟区会(タオ族区会）
    - 比努悠瑪雅呢区会(プユマ族区会）
    - 賽德克区会(セデック族区会）

### 特徴
- 台湾語での礼拝が多く、日本統治時代も含めて、台湾人と共に歩んだ教会である。そして、日本語での礼拝もある。

## 信仰告白

## 関連機関
- 長栄大学、長栄高中（中国語版）、長栄女子高中（中国語版）
- 台南神学院（中国語版）、台湾神学院（中国語版）、玉山神学院（中国語版）
- 馬偕紀念医院、馬偕医学院、馬偕医護管理専科学校（馬偕医学大学が設立準備中）
- 台湾教会公報社（新聞社:台南市）
- 日本キリスト教会